# Peter van Zadelhoff
Peter van Zadelhoff (Doetinchem, 13 december 1972) is een Nederlands journalist.

## Biografie

### Loopbaan
Van Zadelhoff was basisschoolleerling in Angerlo en was leerling van het Ulenhofcollege in Doetinchem en studeerde Bedrijfskunde van de Financiële Sector aan de Vrije Universiteit Amsterdam. Toen hij in 1999 afstudeerde werkte van Zadelhoff kort bij Euronext om in augustus 2001 aan de slag te gaan bij BNR Nieuwsradio. Tot en met december 2007 was hij daar financieel redacteur en presentator. Sinds januari 2008 is van Zadelhoff werkzaam voor RTL Nieuws bij de financiële redactie van RTL Z als presentator, eindredacteur en beursverslaggever. Ook presenteerde hij sinds 2013 af en toe de RTL Nieuws uitzendingen overdag en in de avond, Editie NL en de sportprogramma's van RTL Sport. Eind 2015 speelde hij mee in De Slimste Mens. Sedert najaar 2016 is Van Zadelhoff hoofdpresentator van het RTL Nieuws van 19.30 uur; dat doet hij samen met Daphne Lammers. Hij blijft daarnaast presentator van ZToday.

### Privé
Van Zadelhoff woont samen in Amsterdam en heeft drie kinderen.